# Nygade (København)
Nygade i København er en del af Strøget, og går fra Nytorv i vest til Vimmelskaftet i øst.
Den er Strøgets korteste gade, og blev anlagt i 1685 efter en tegning af Christian 5. personligt. Kongen benyttede en bryggergårds brand til at lave et gadegennembrud mellem Vimmelskaftet og torvet. 
Holberg boede på hjørnet mod Gammeltorv.